# Andrea Doria (schip)
De Andrea Doria was een helikoptermoederschip van de Italiaanse marine. Het schip werd besteld in de jaren 1957 – 1958 en opgeleverd in 1964. Het schip was 149,3 m lang (30 m vliegdek) en 17,3 m breed, met een diepgang van 5 m. De maximale snelheid was 30 kn, maar het maximale bereik (5.000 zeemijlen) werd gehaald met een gemiddelde snelheid van 7 knopen. Bij normale bezetting waren er 4 Agusta-Bell AB-212 antiduikboothelikopters aanwezig.
De Andrea Doria was het zusterschip van de Caio Duilio, beide schepen in de Andrea Doria-klasse, die het model van een standaard kruiser combineerde met een vliegdek. De vorm lag dicht bij die van de Impavido, maar met een langer vliegdek en een hangar ingebouwd in de bovenbouw. Een probleem bij dit model was dat de origineel voorziene helikopters, Sea Kings, te groot waren, waardoor men moest overschakelen op 4 Agusta-Bell AB-212-helikopters.
Tussen 1976 en 1978 werd de Andrea Doria volledig gemoderniseerd, waarbij de dubbelarmige Terrier SAM vervangen werd door de Standard SM1 (ER)-raketlanceerder. Daarnaast werden ook 8 nieuwe OTO Melara luchtdoelkanonnen geïnstalleerd. Na deze modernisatie bleef het schip nog in de vaart tot 1991, waarna het werd verkocht als schroot.